# ゲンコツ (機関車)

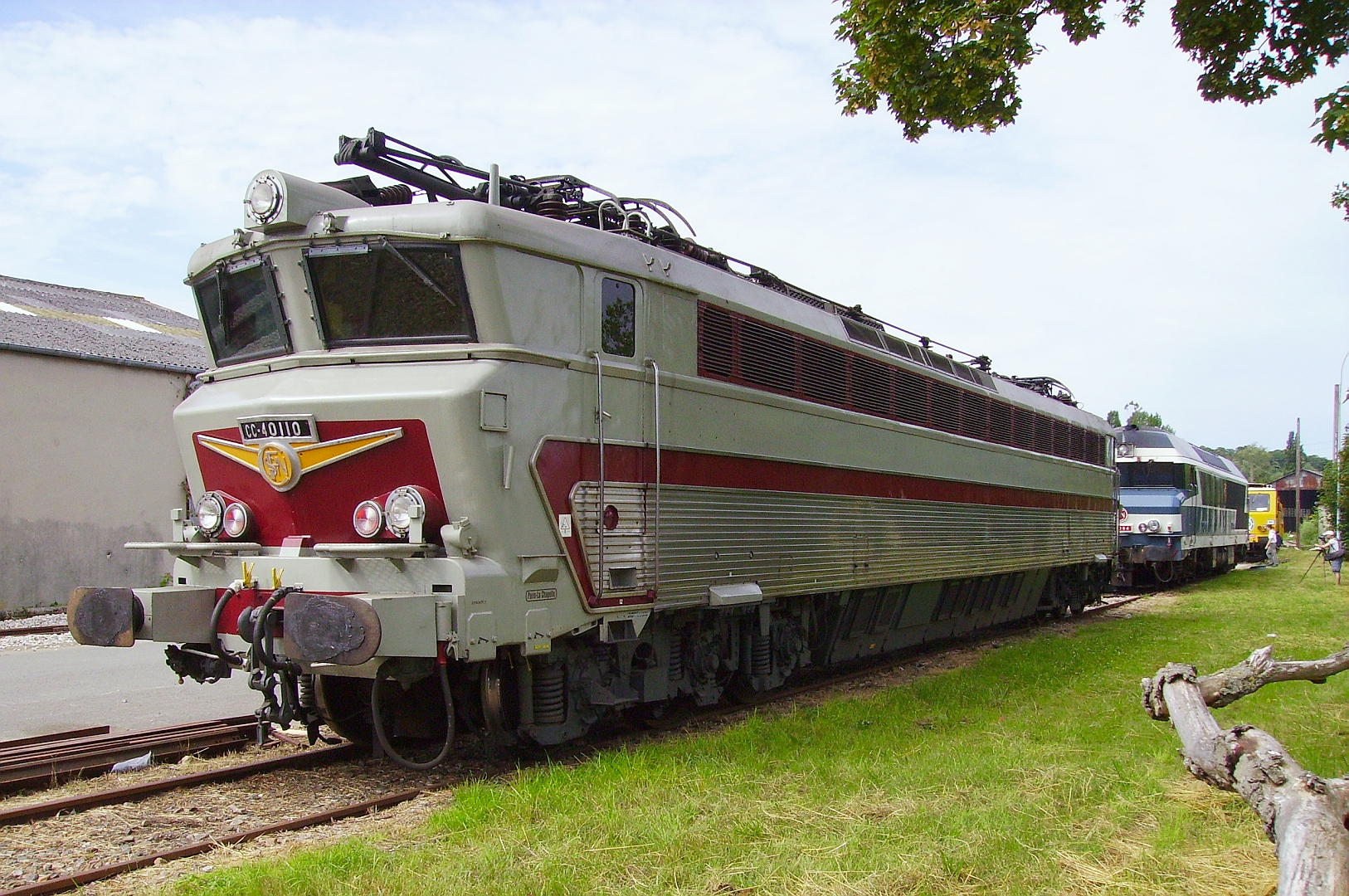
「ゲンコツ」の形状が採用された機関車
前：CC40100形電気機関車
奥：CC72000形ディーゼル機関車
（2009年撮影）

ゲンコツは、フランスを中心に世界各国に導入された機関車（電気機関車、ディーゼル機関車）のうち、横から見て「Σ（シグマ）」形の先頭形状を有する車両の日本における名称。フランスでは「壊れた鼻」と言う意味を持つ「ネ・カッセ（Nez Cassés）」と呼ばれる。

## 概要
1964年に導入された交直流電気機関車のCC40100形を皮切りに、以降のフランス国鉄における機関車の標準型として採用された形状。短距離走者のスタート姿勢をモチーフにした独特の前面形状はフランス国鉄の電気機関車の設計に携わっていたインダストリアルデザイナーのポール・アルザン（Paul Arzens）が設計したもので、前面窓の部分が車体側に傾斜した構造は窓ガラスへの日光の反射を防ぎ運転士の視界を向上させる事を目的としている。
この形態を持つ機関車はフランス国鉄のみならず、かつてフランスが宗主国であったモロッコの鉄道を始め世界各国へ導入され、フランス国鉄への導入が終了した1980年代以降も同国やオランダへ向けての製造が行われた。

## フランス国内の導入事例

### 電気機関車
- CC6500形直流電気機関車（フランス語版）[6]
- BB7200形直流電気機関車[5]
- BB15000形交流電気機関車（フランス語版）[2]
- CC40100形交直流電気機関車 - 4電源方式[9]。

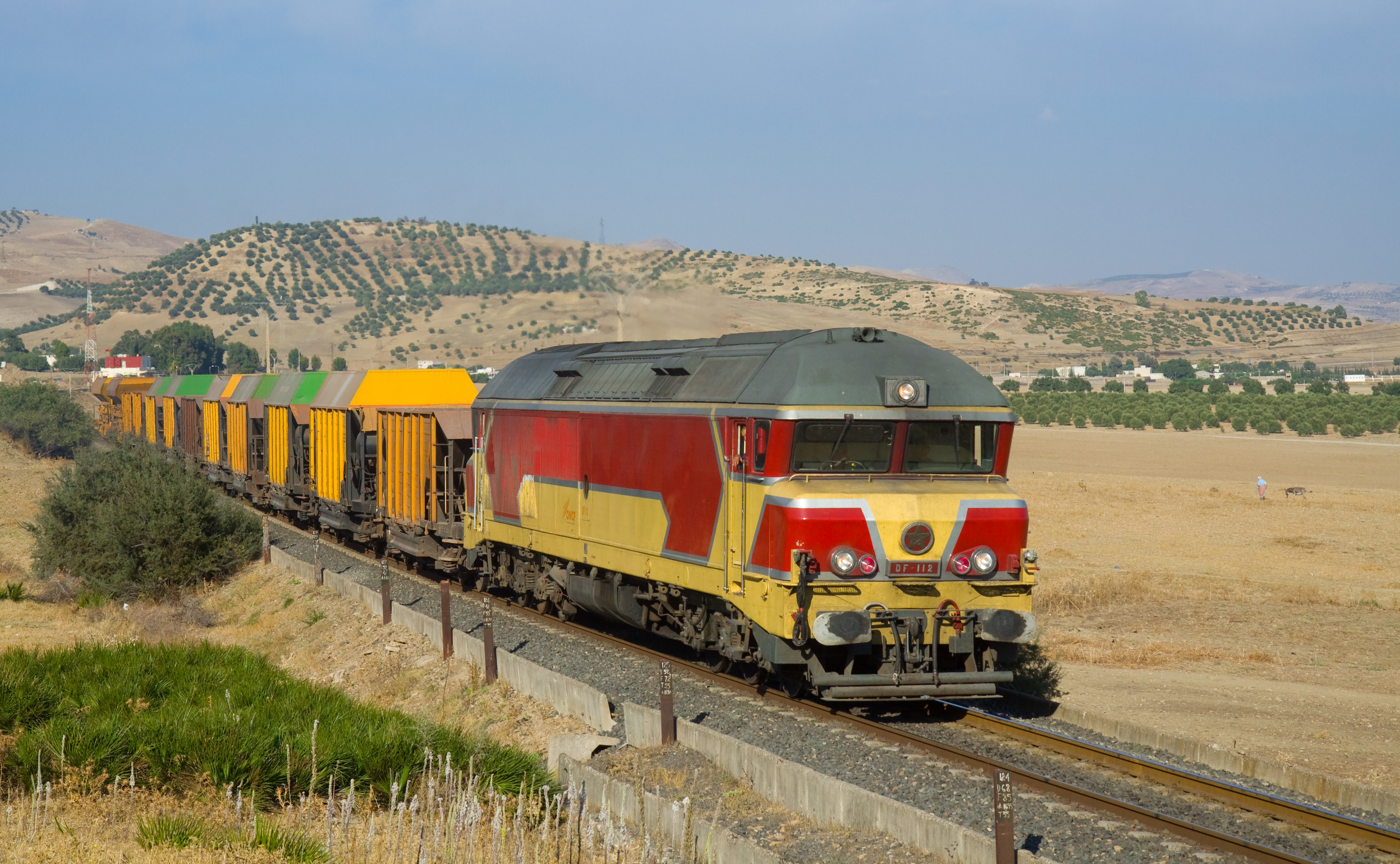
CC21000形交直流電気機関車（フランス語版） - 1970年代に新型機関車の試験用としてアメリカ合衆国（アムトラック）へ1両が一時的に貸し出された経歴を持つ（X996（英語版、フランス語版））[6][10]。
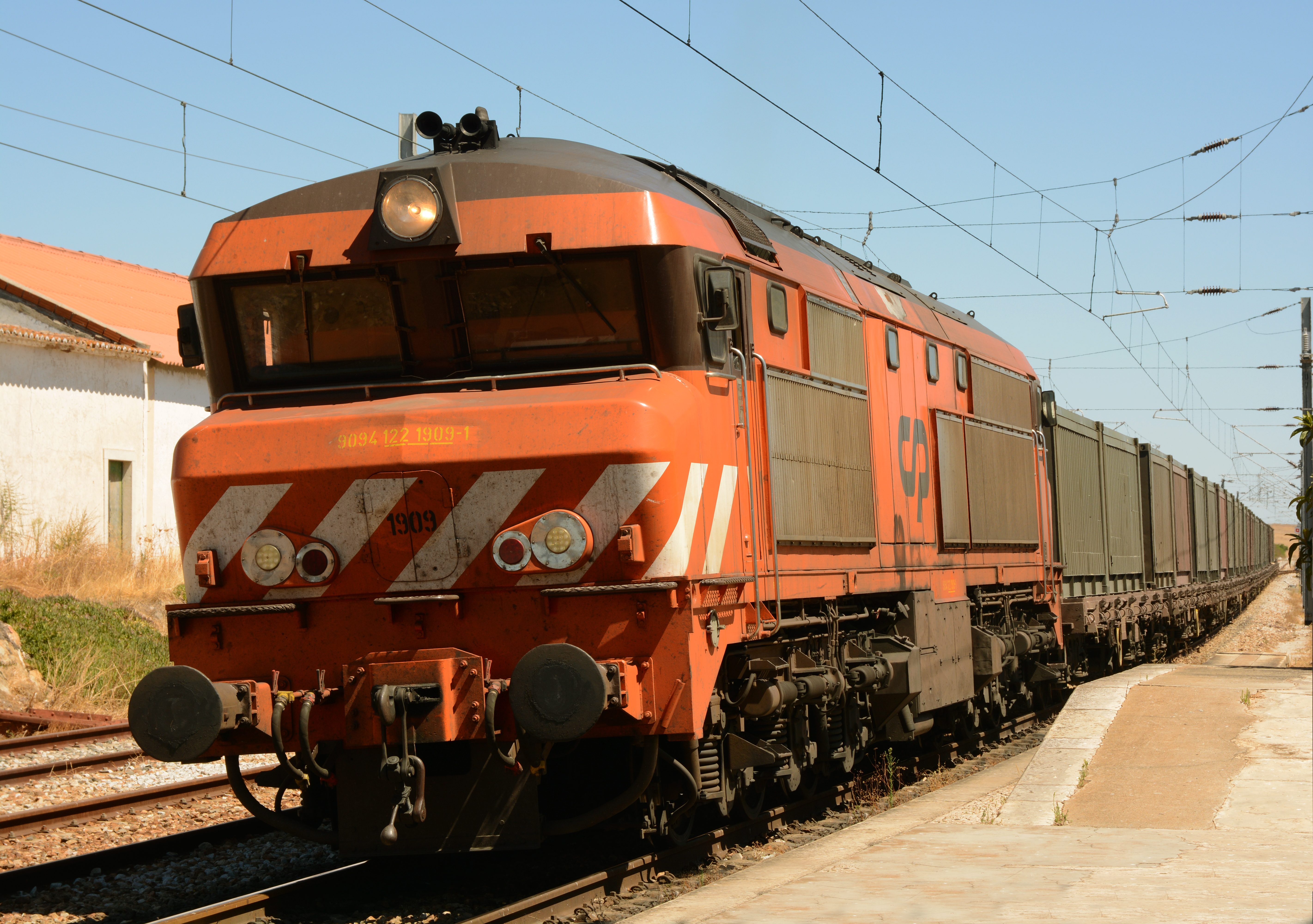
ポルトガル鉄道1900形 （2015年撮影）
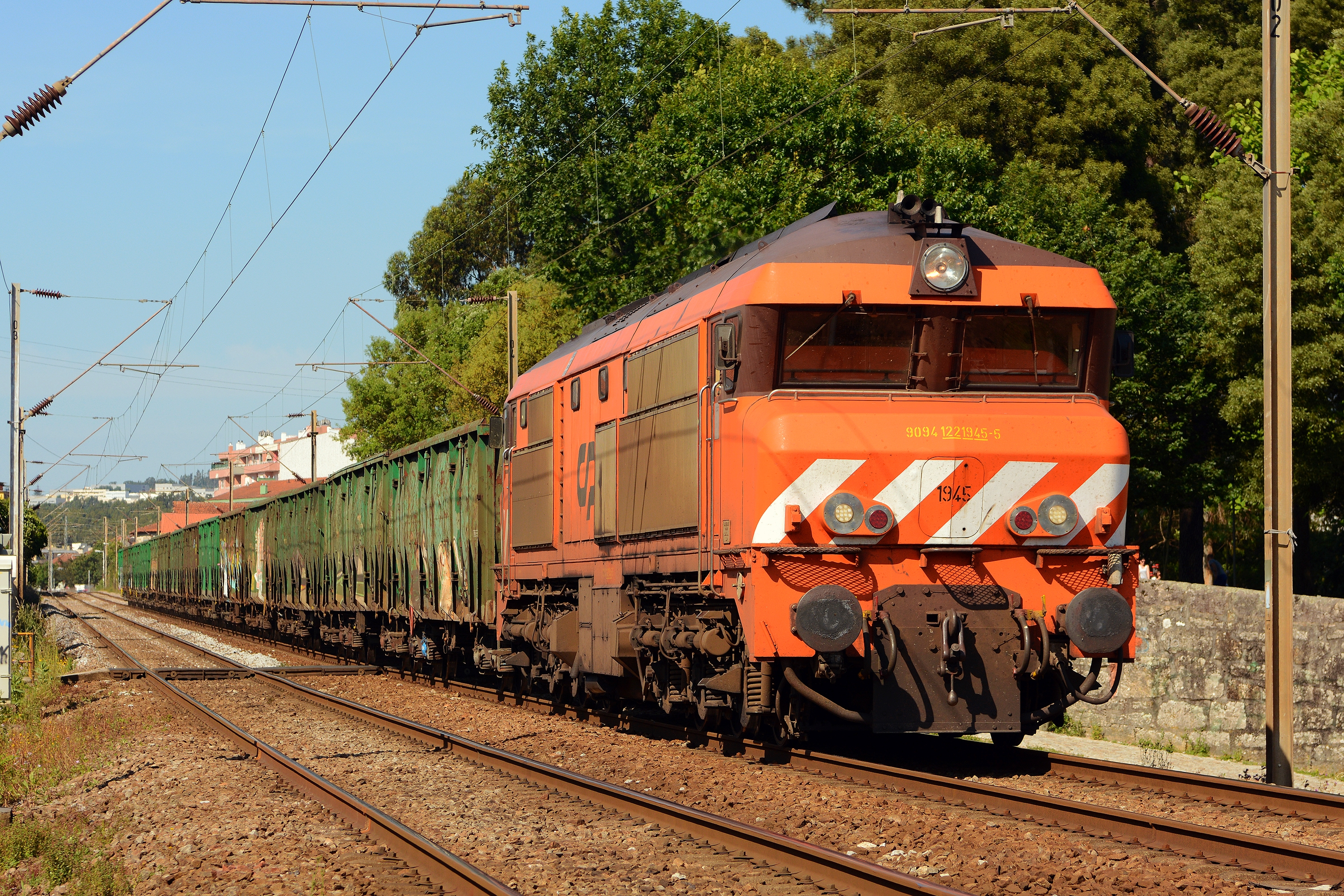
ポルトガル鉄道1930形 （2016年撮影）

- BB22200形交直流電気機関車（フランス語版）[5]

### ディーゼル機関車
- CC72000形ディーゼル機関車[6]

### ギャラリー

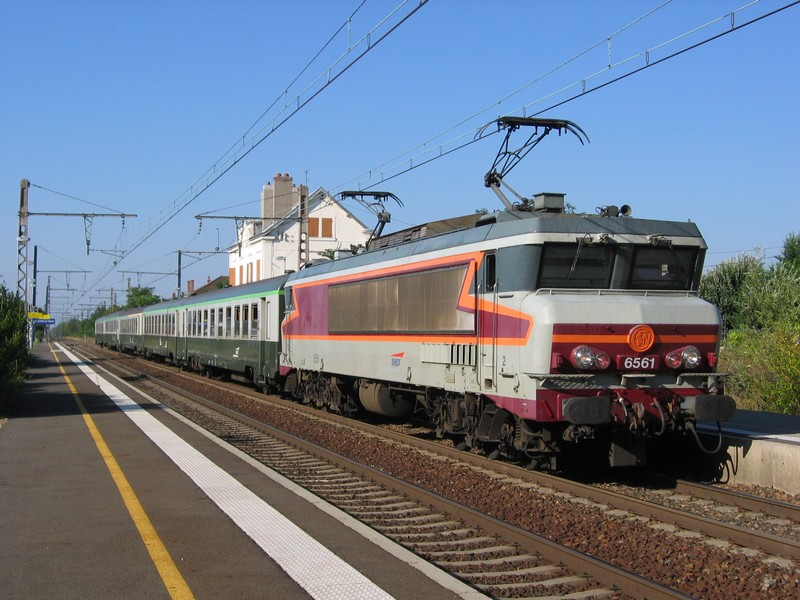
CC6500形直流電気機関車 （2005年撮影）
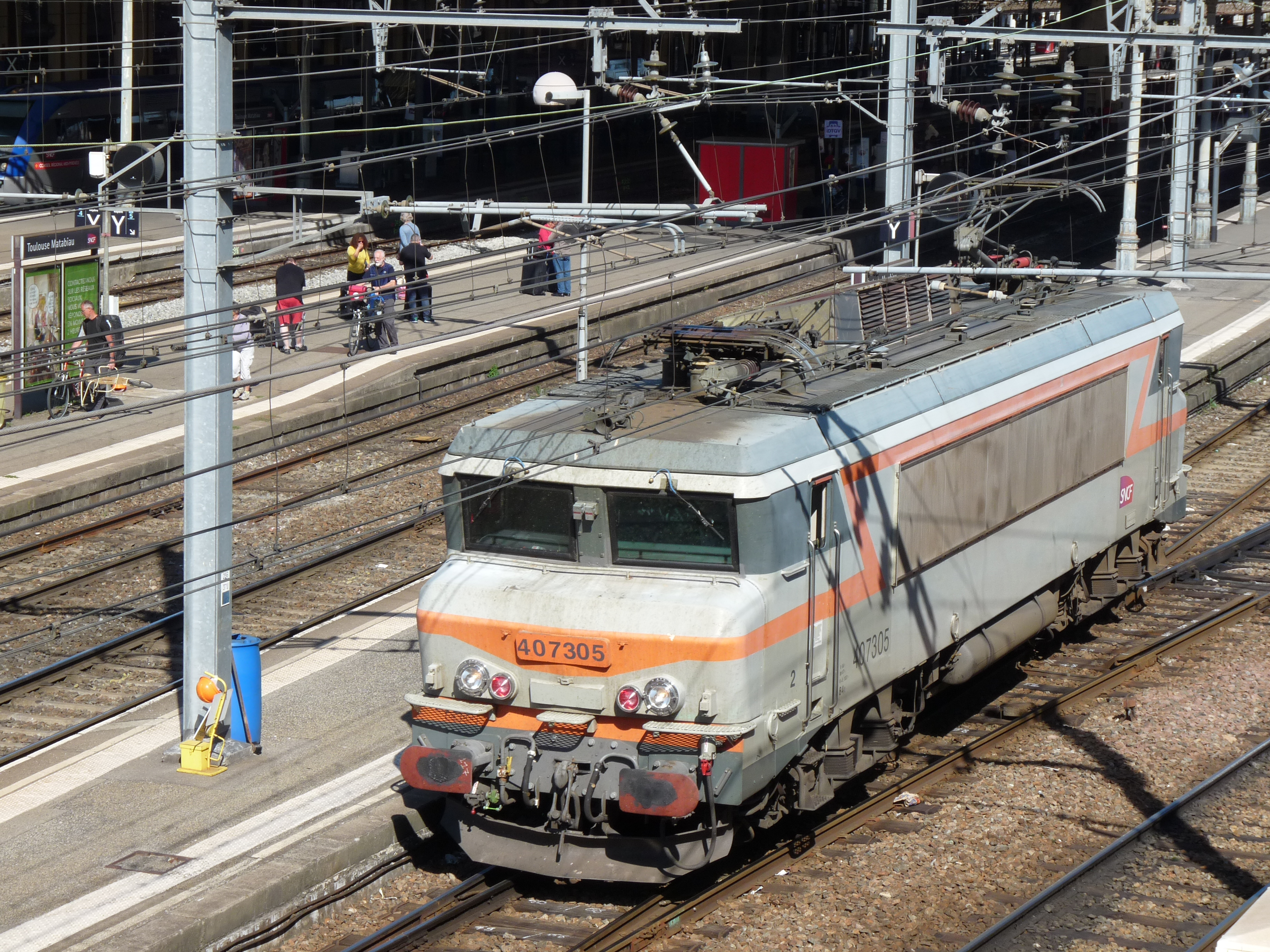
BB7200形直流電気機関車 （2015年撮影）
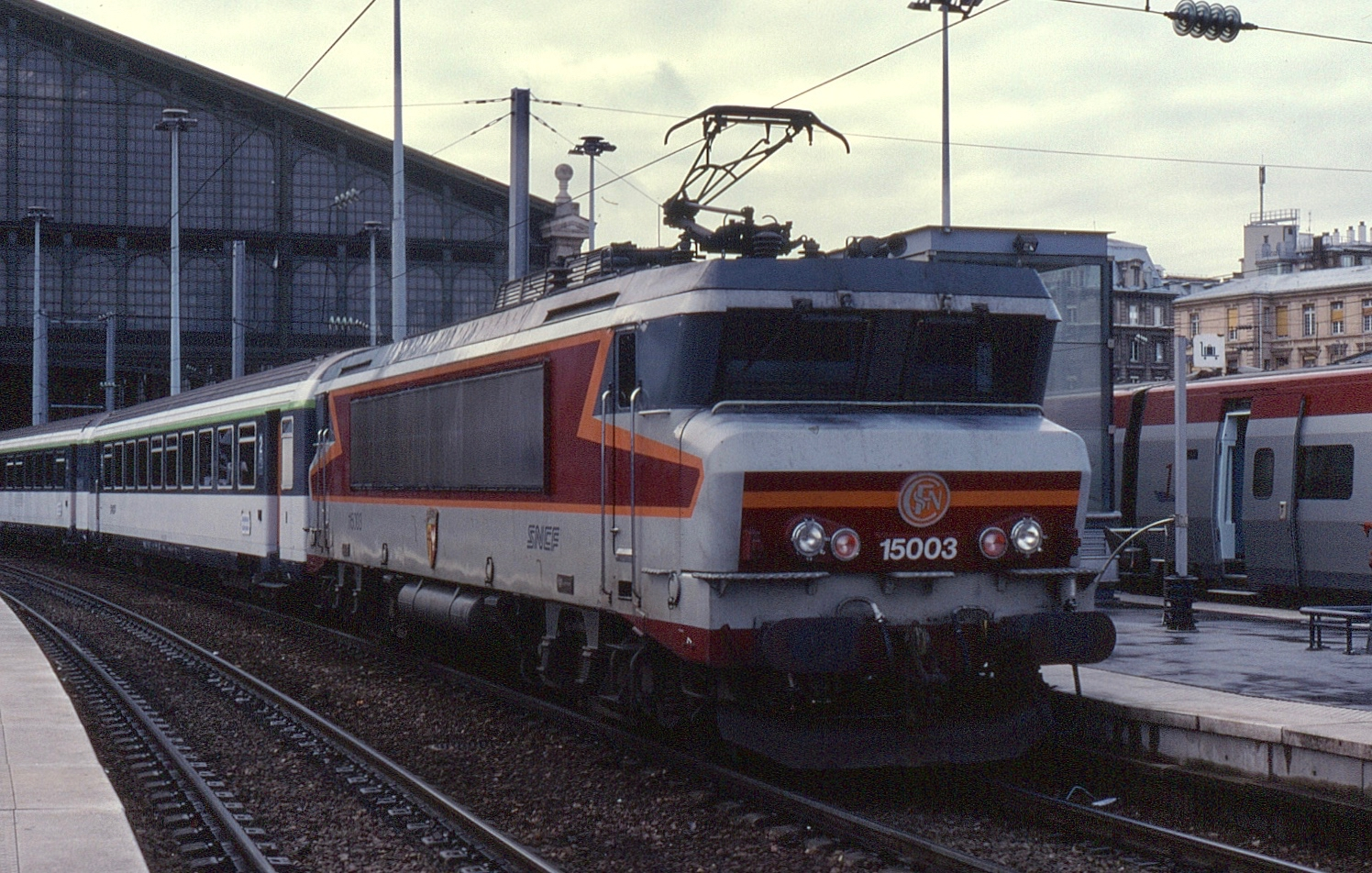
BB15000形交流電気機関車 （1999年撮影）
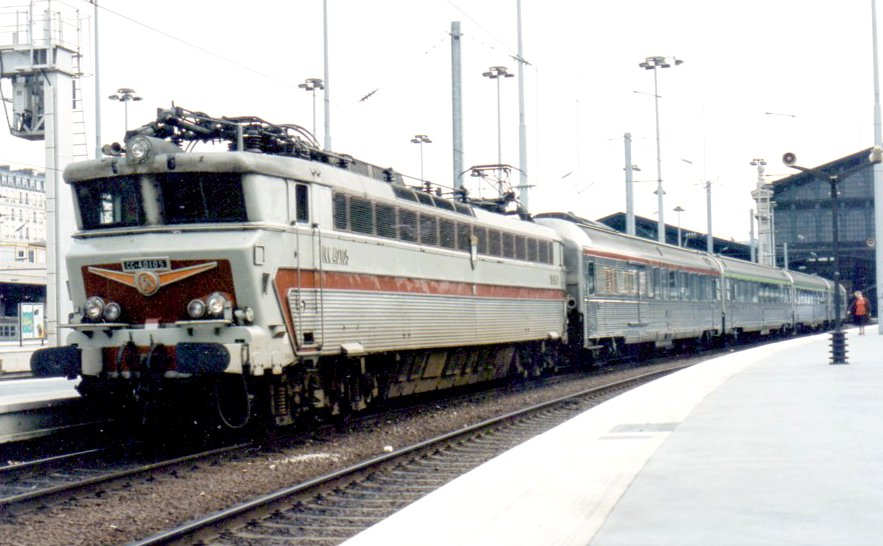
CC40100形交直流電気機関車 （1995年撮影）
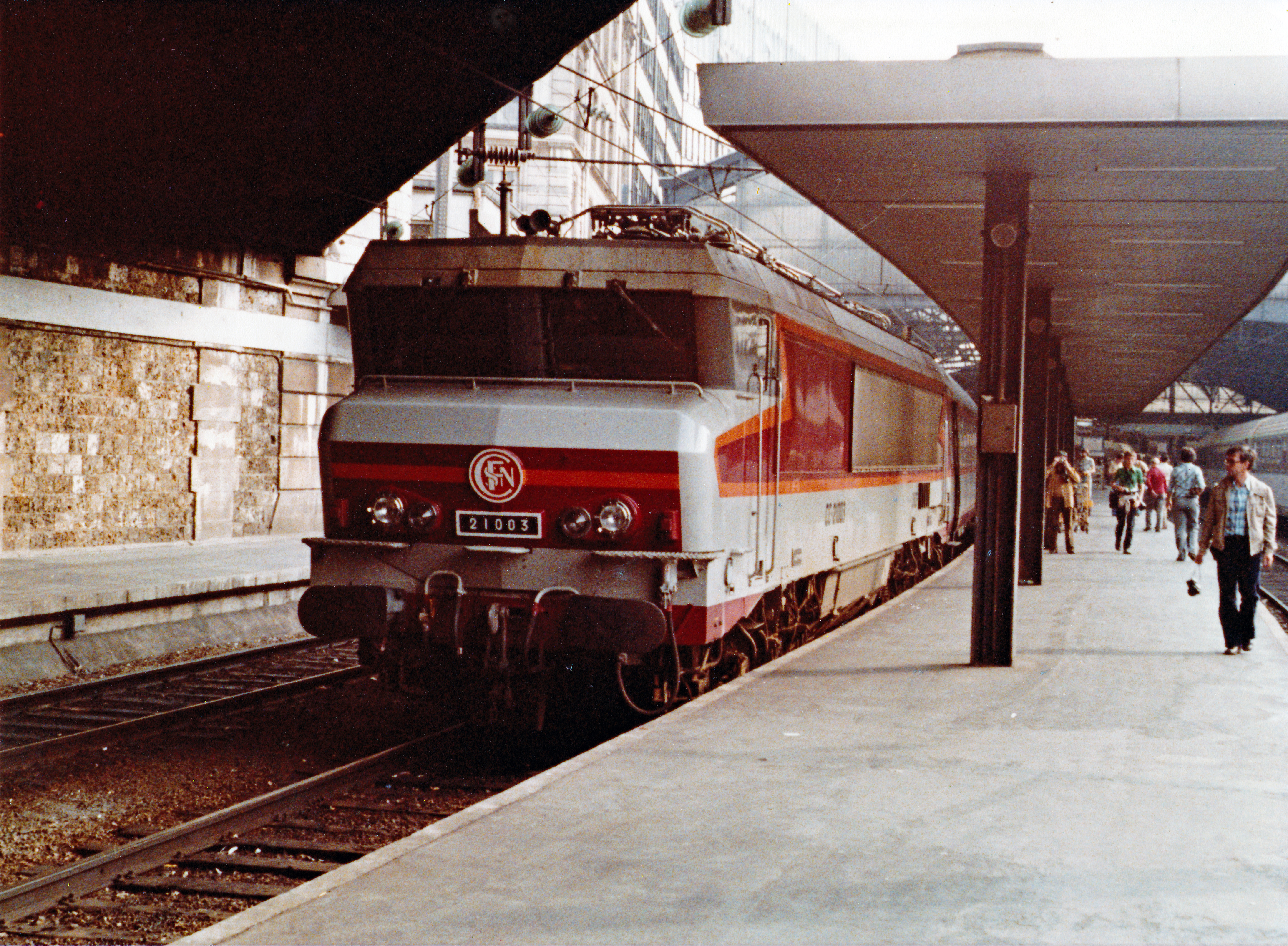
CC21000形交直流電気機関車 （1978年撮影）
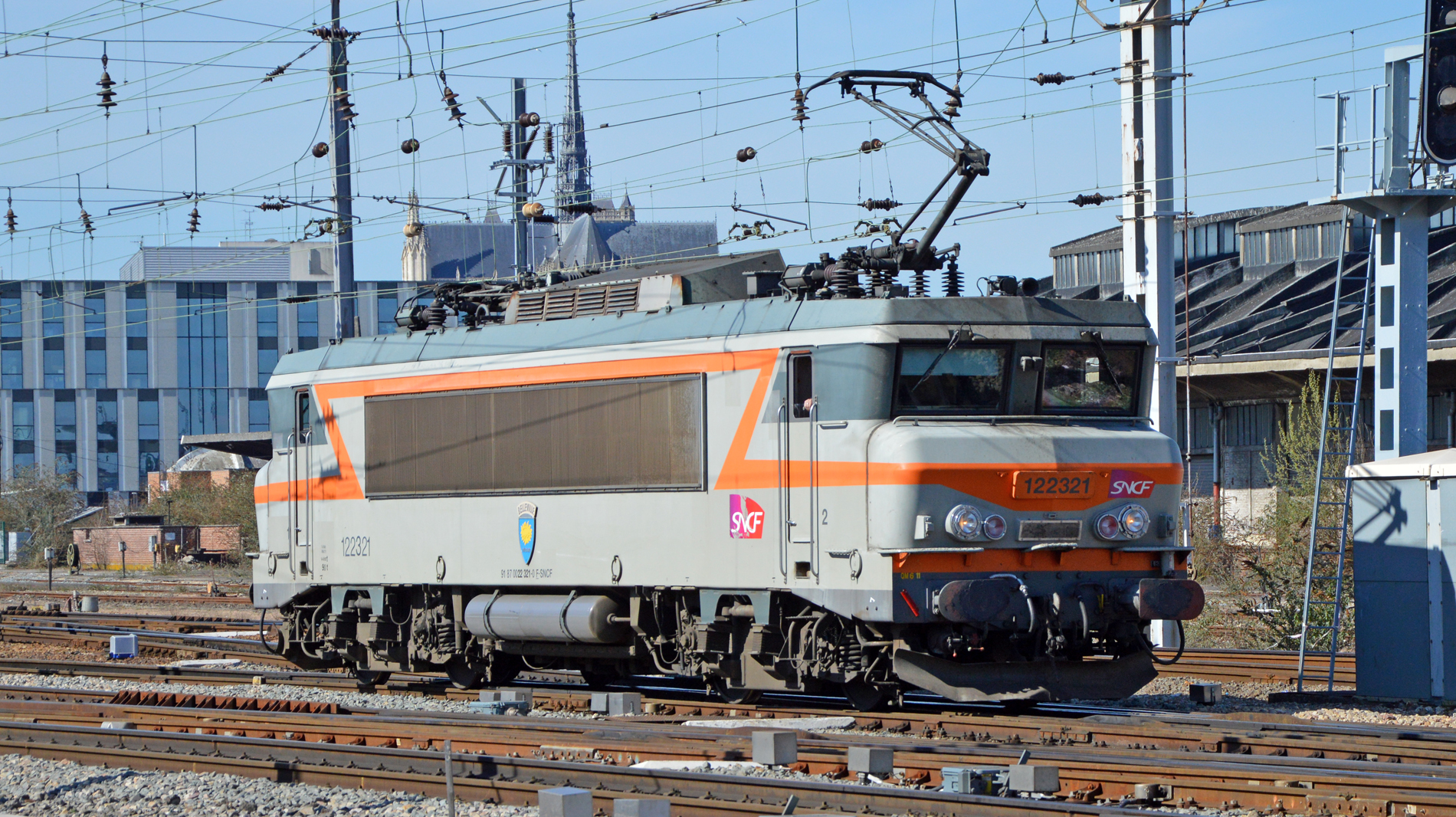
BB22200形交直流電気機関車 （2015年撮影）
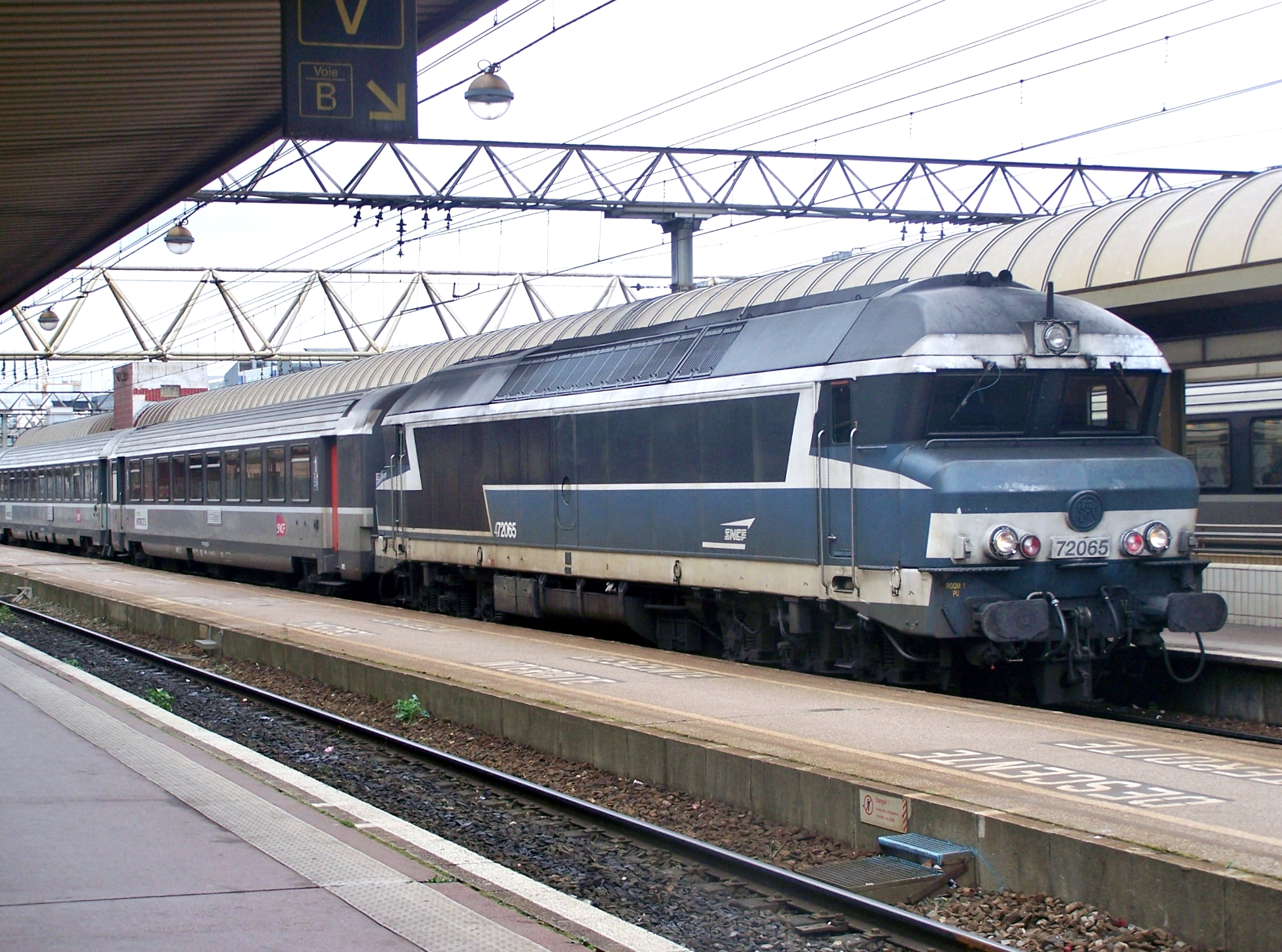
CC72000形ディーゼル機関車 （2008年撮影）
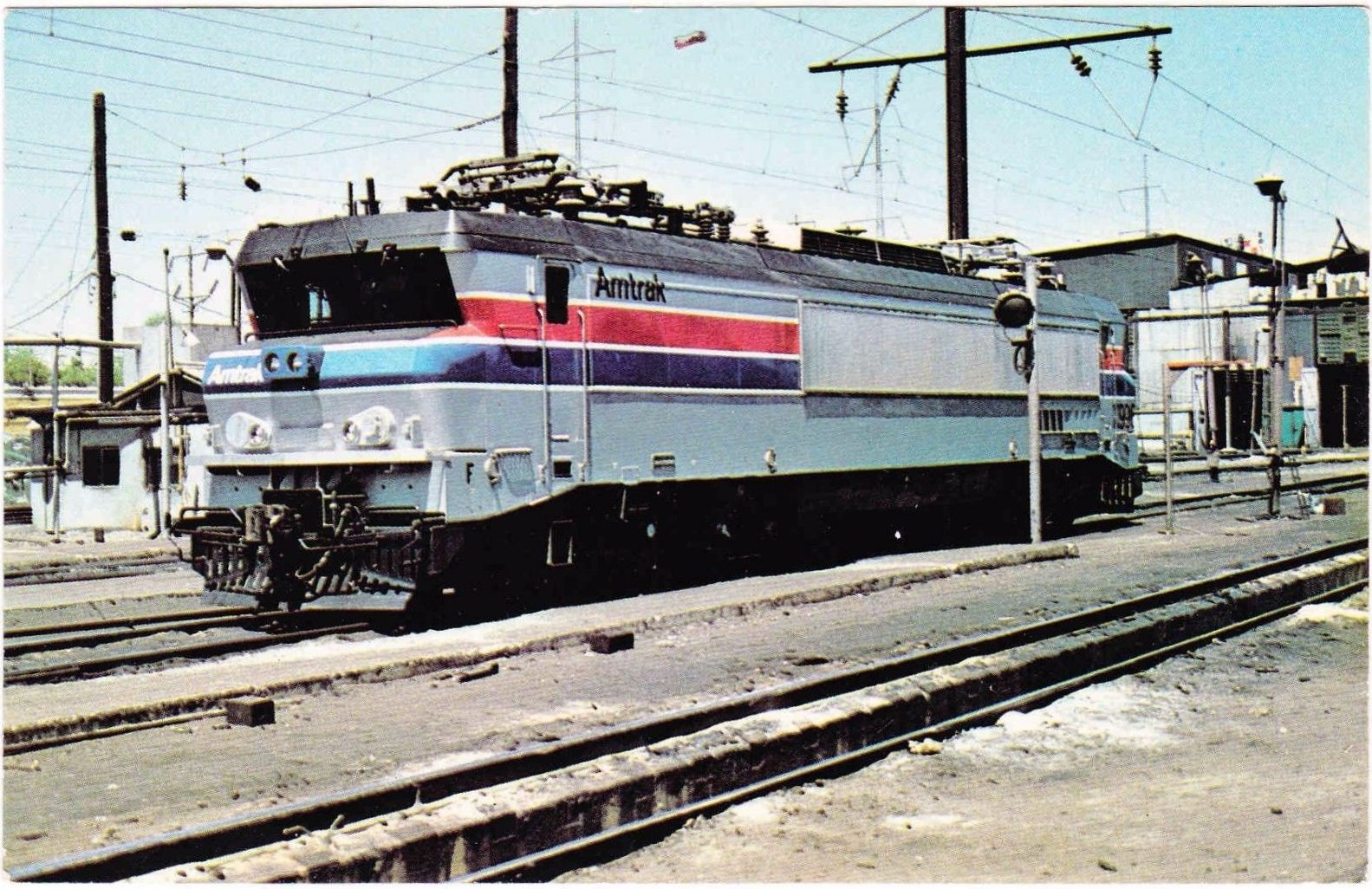
アムトラックへ貸し出されたCC21000形 （1977年撮影）

## フランス国外の導入事例

### 電気機関車
- ベルギー国鉄18形（フランス語版） - フランス国鉄向けのCC40100形の同型車両[11]。
- オランダ国鉄1600形（オランダ語版） - フランス国鉄向けのBB7200形を基にした形式。オランダ国鉄の再編後、オランダ鉄道に在籍する1600形については1800形に改番されている[1]。
- オランダ国鉄1700形（オランダ語版） - 1600形の改良形式。機器の変更のほか、自動連結器が搭載されている[1]。
- モロッコ国鉄E900形（フランス語版）[12]
- モロッコ国鉄E1300形（フランス語版）[8]
- モロッコ国鉄E1350形（フランス語版）[8]
- ポルトガル鉄道2600形（ポルトガル語版）[13]
- ポルトガル鉄道2620形（ポルトガル語版）[13]
- スロベニア鉄道363形（スロベニア語版） - フランス国鉄のCC6500形を基にした貨客両用機関車[14]。
- 韓国鉄道8000形 - 韓国鉄道庁（現：韓国鉄道公社）が所有する路線における初の電気機関車[15]。
- サンパウロ州鉄道公社（FEPASA）2200形[16]

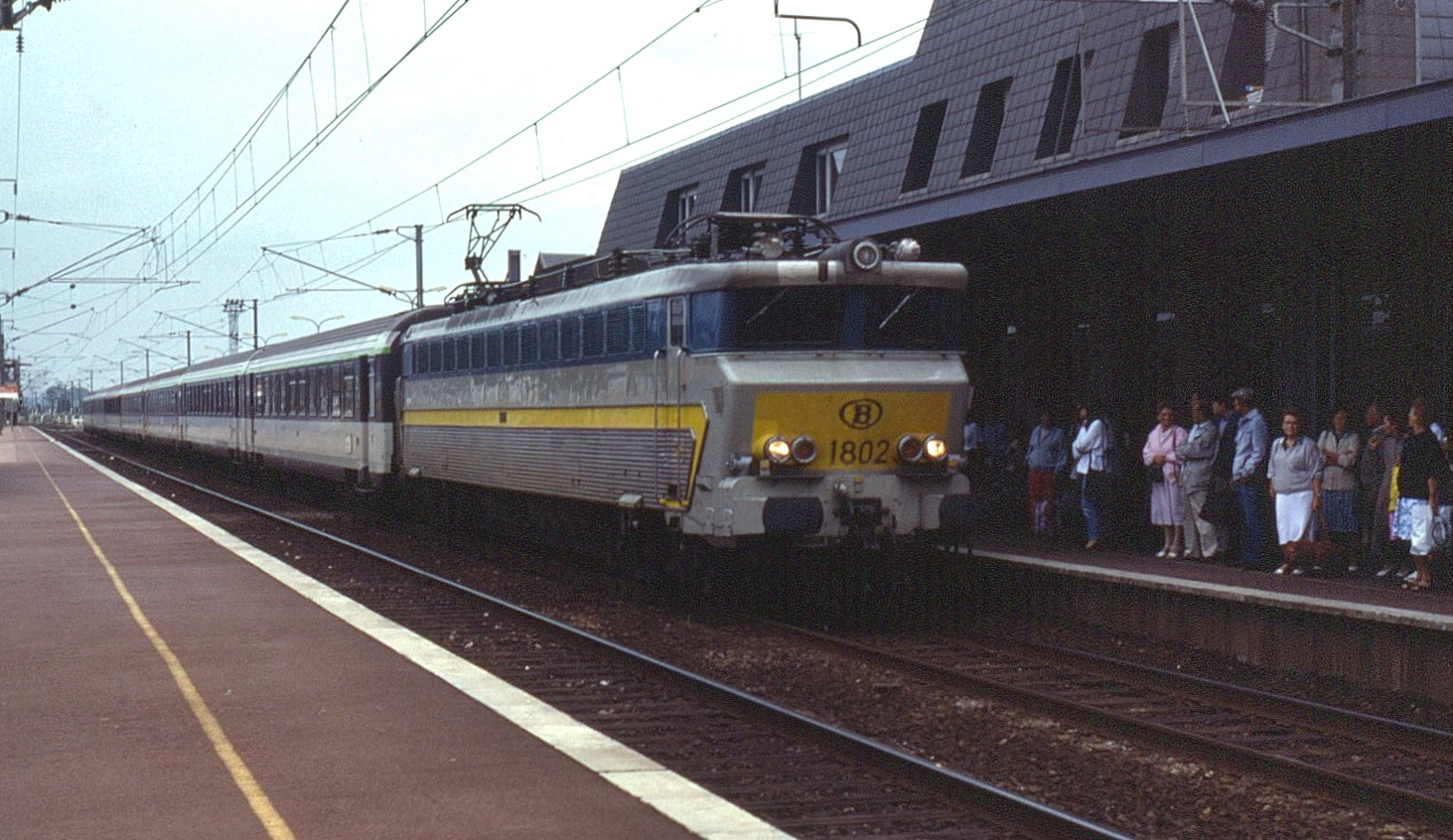
ベルギー国鉄18形 （1989年撮影）
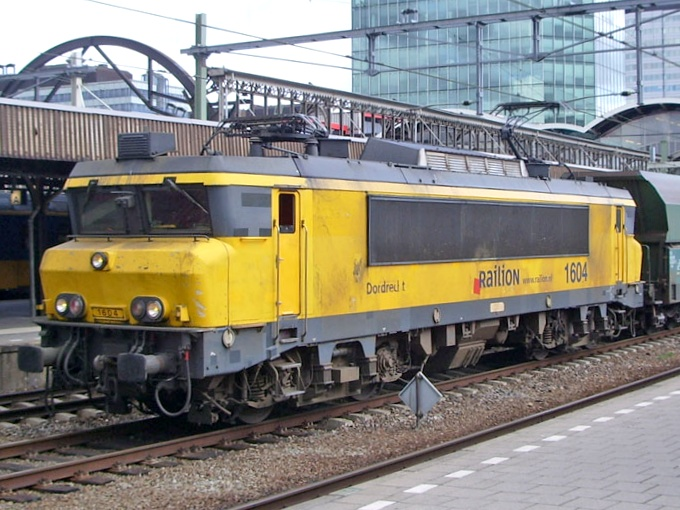
オランダ国鉄1600形 （2006年撮影）
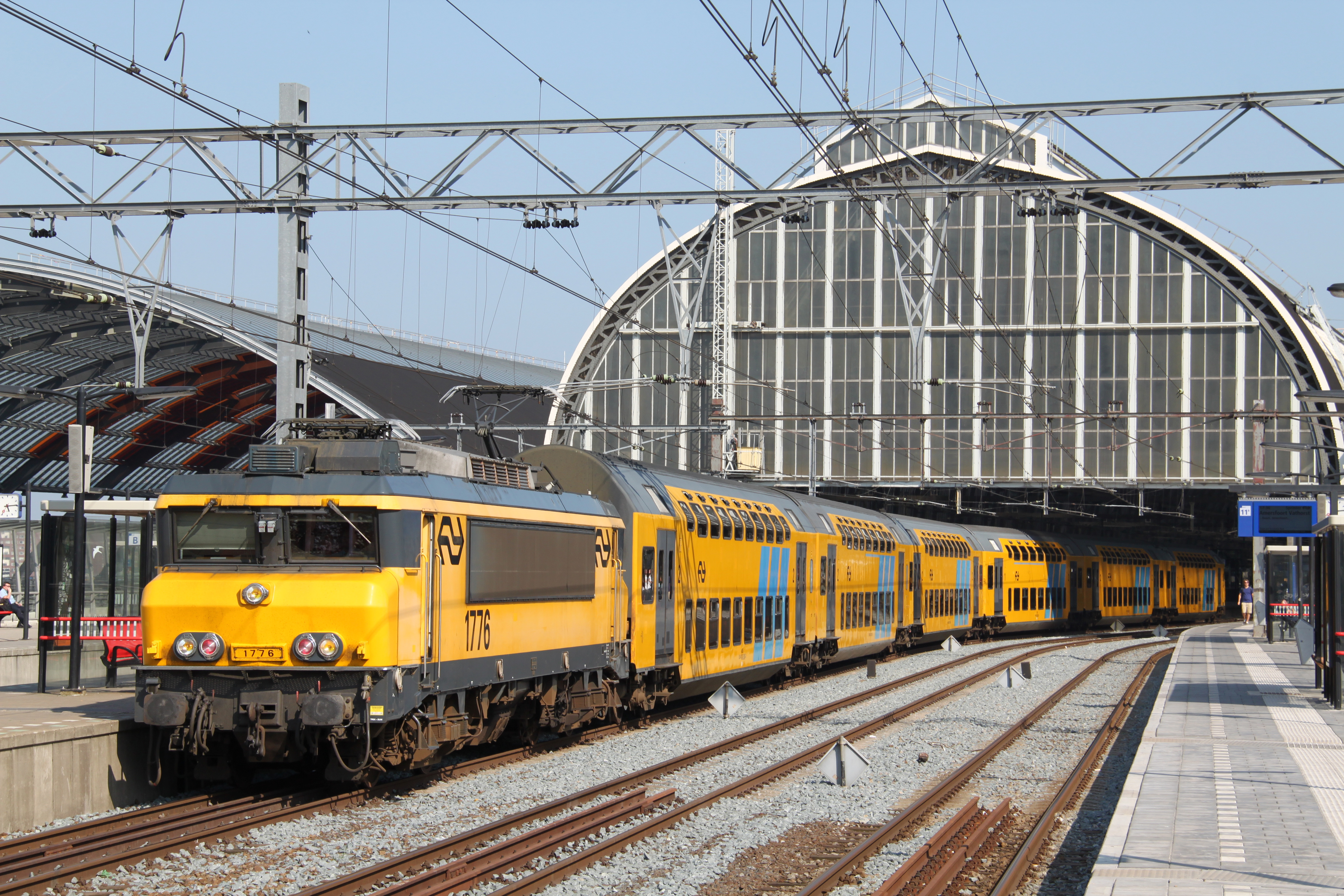
オランダ国鉄1700形 （2012年撮影）
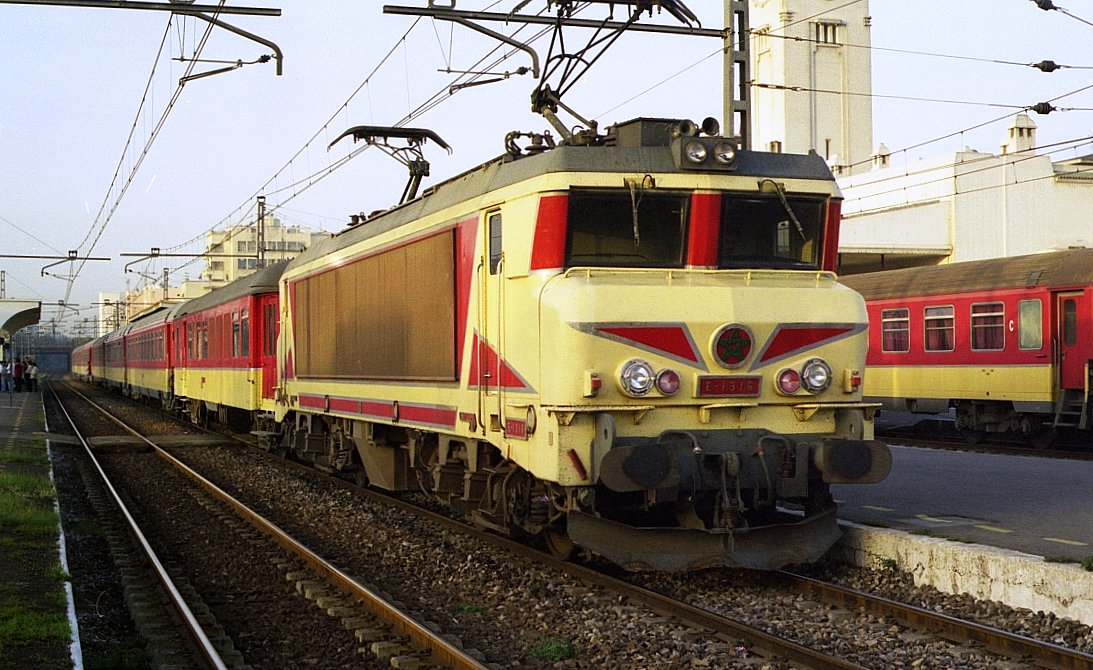
モロッコ国鉄1300形 （2002年撮影）
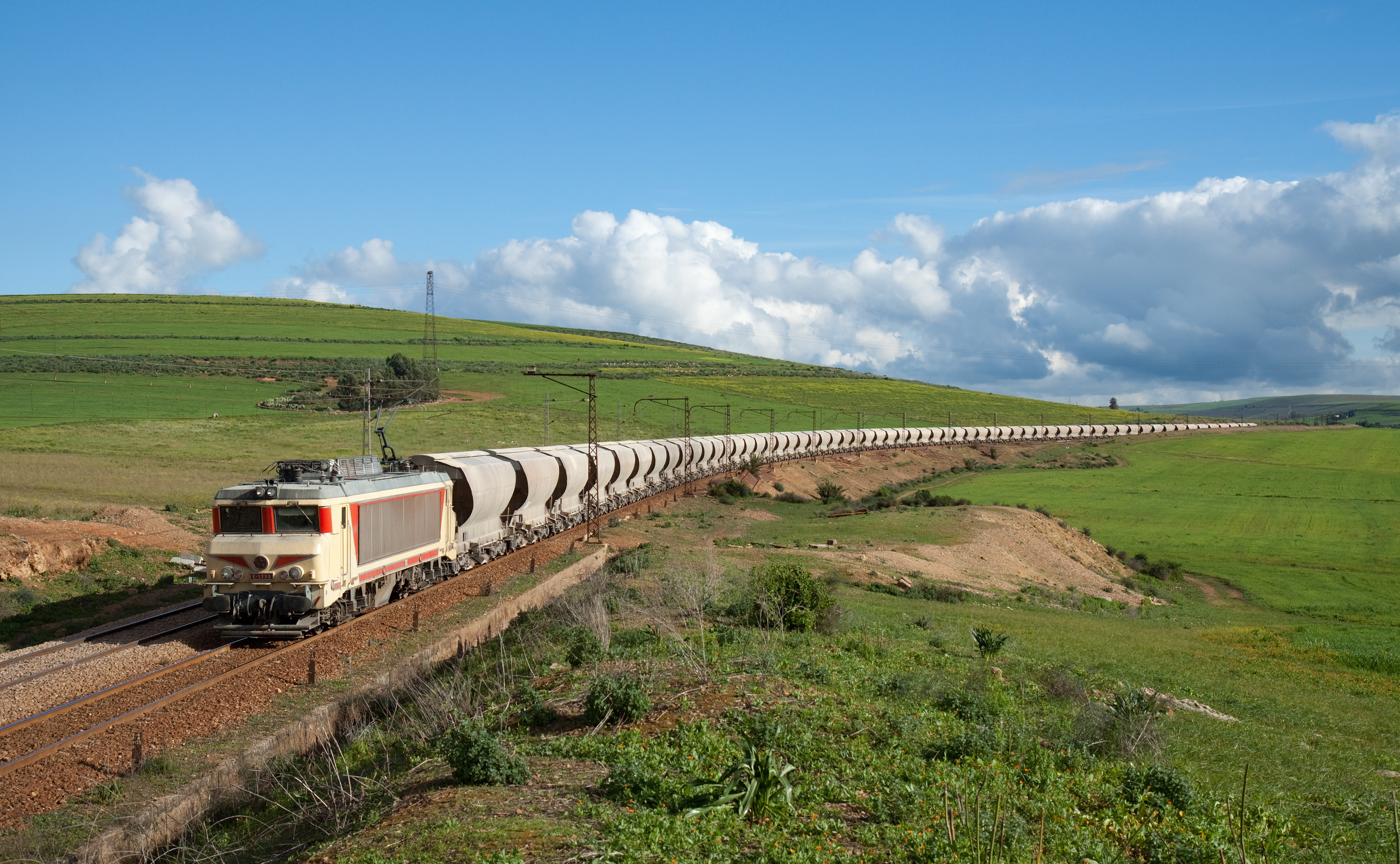
モロッコ国鉄1350形 （2010年撮影）
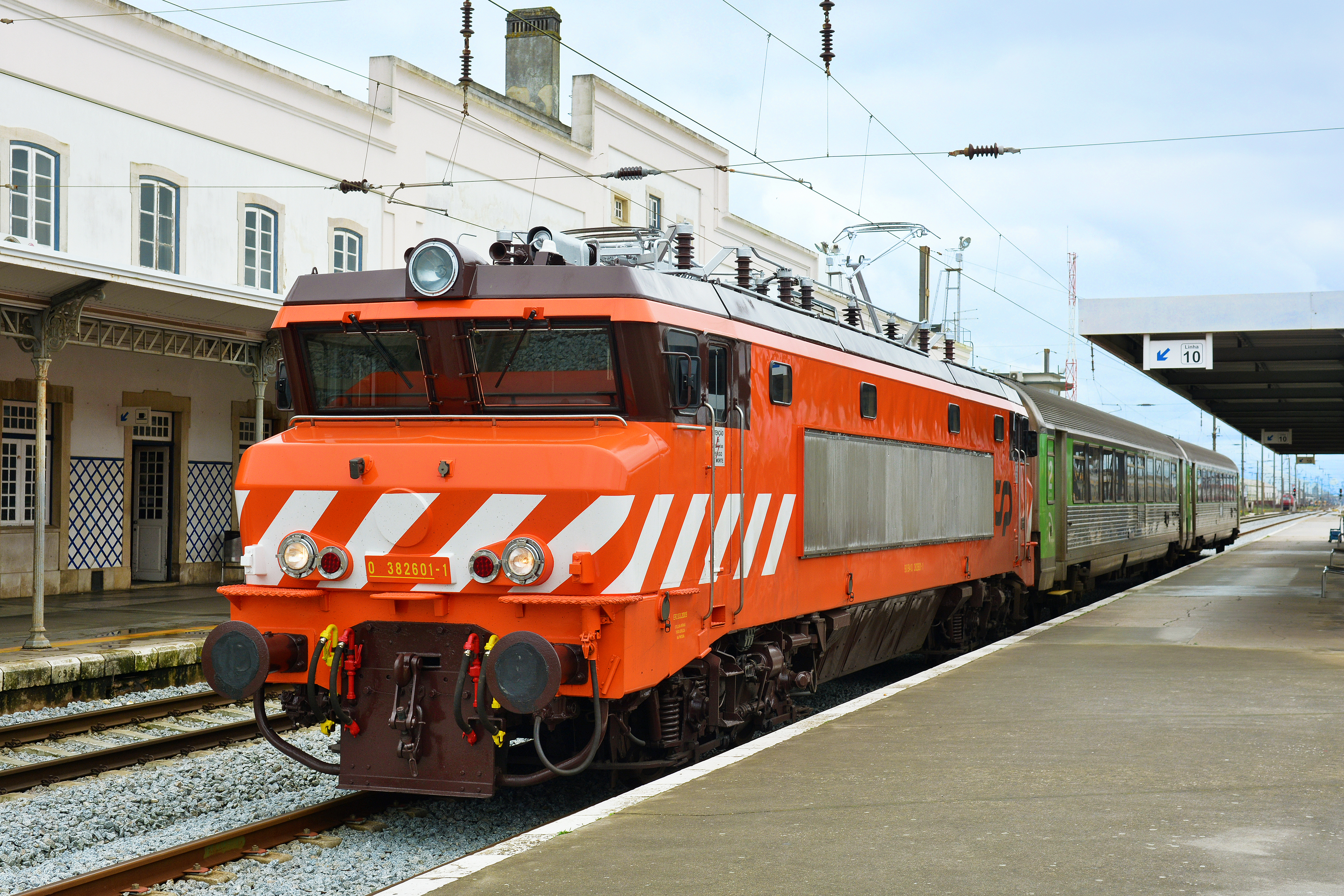
ポルトガル鉄道2600形 （2020年撮影）
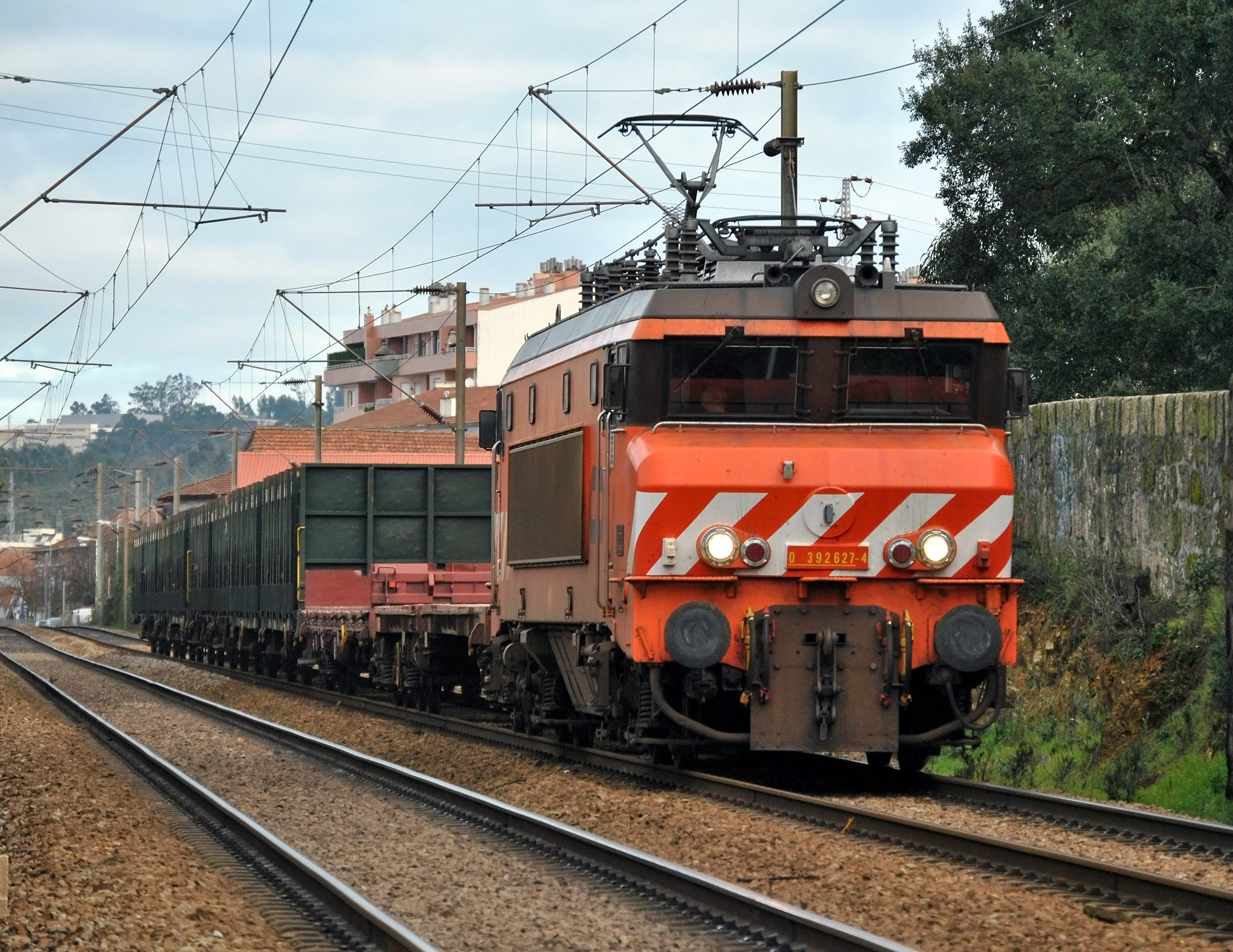
ポルトガル鉄道2620形 （2010年撮影）
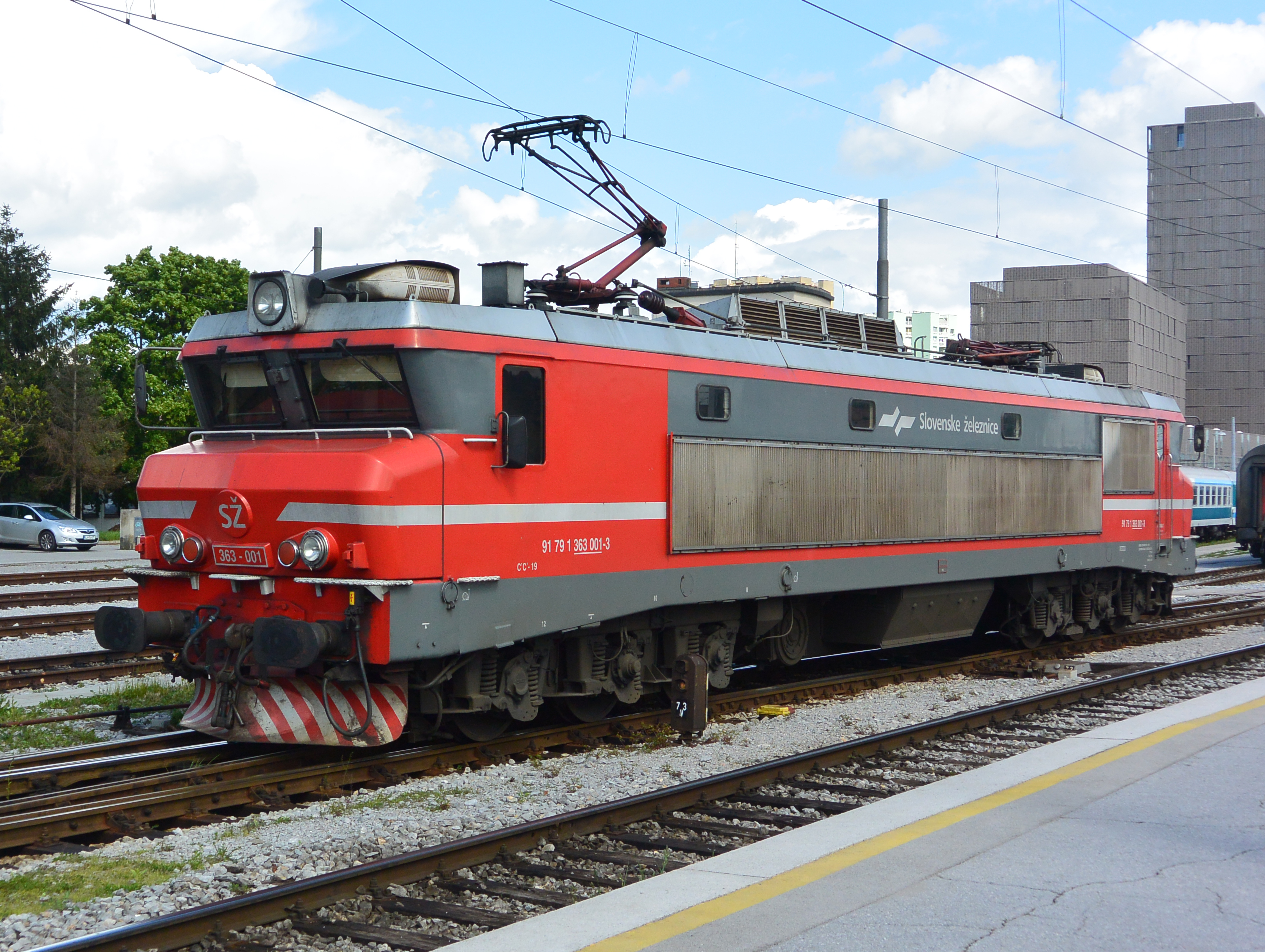
スロベニア国鉄363形 （2014年撮影）
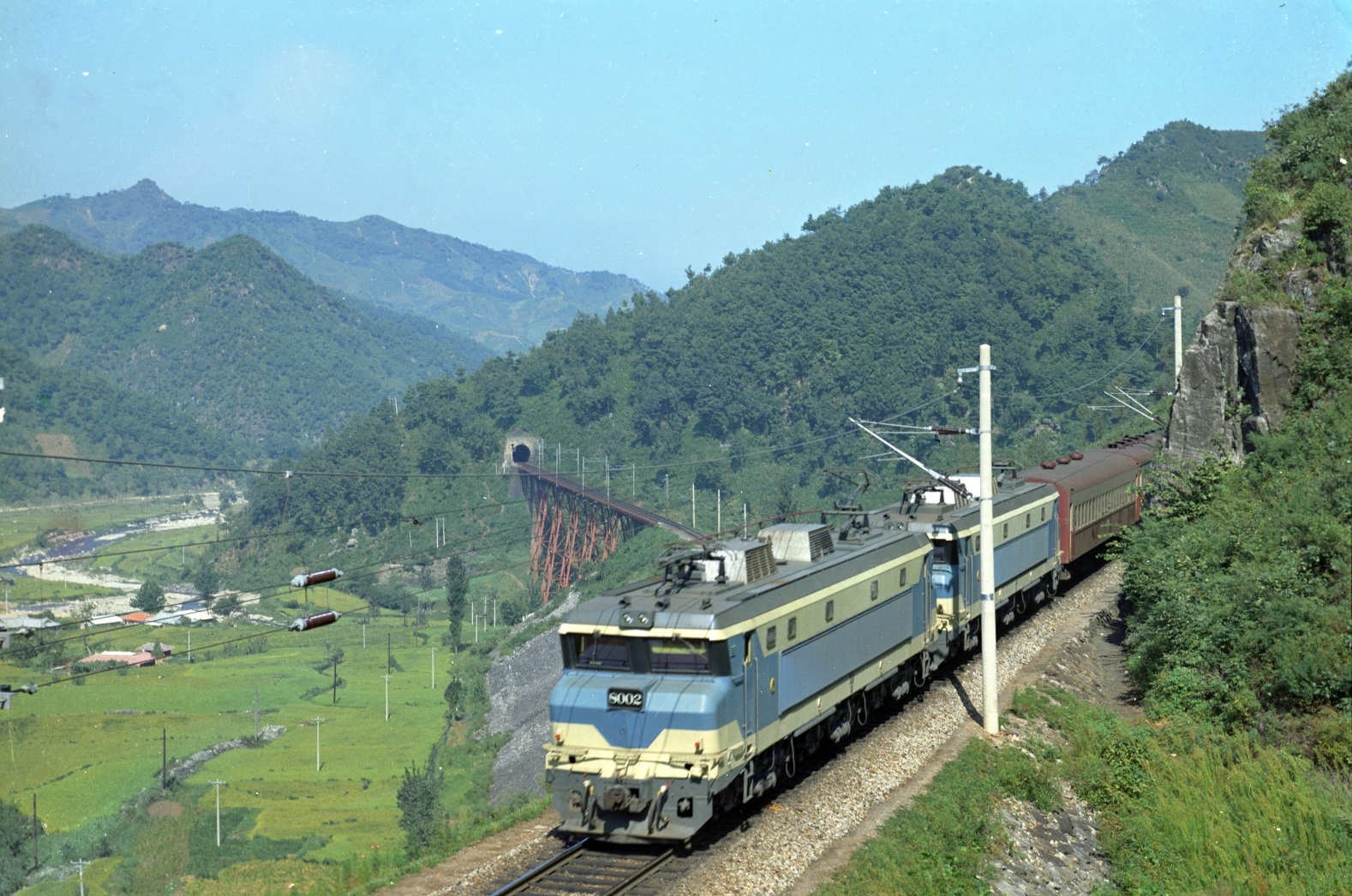
韓国鉄道8000形 （1979年撮影）
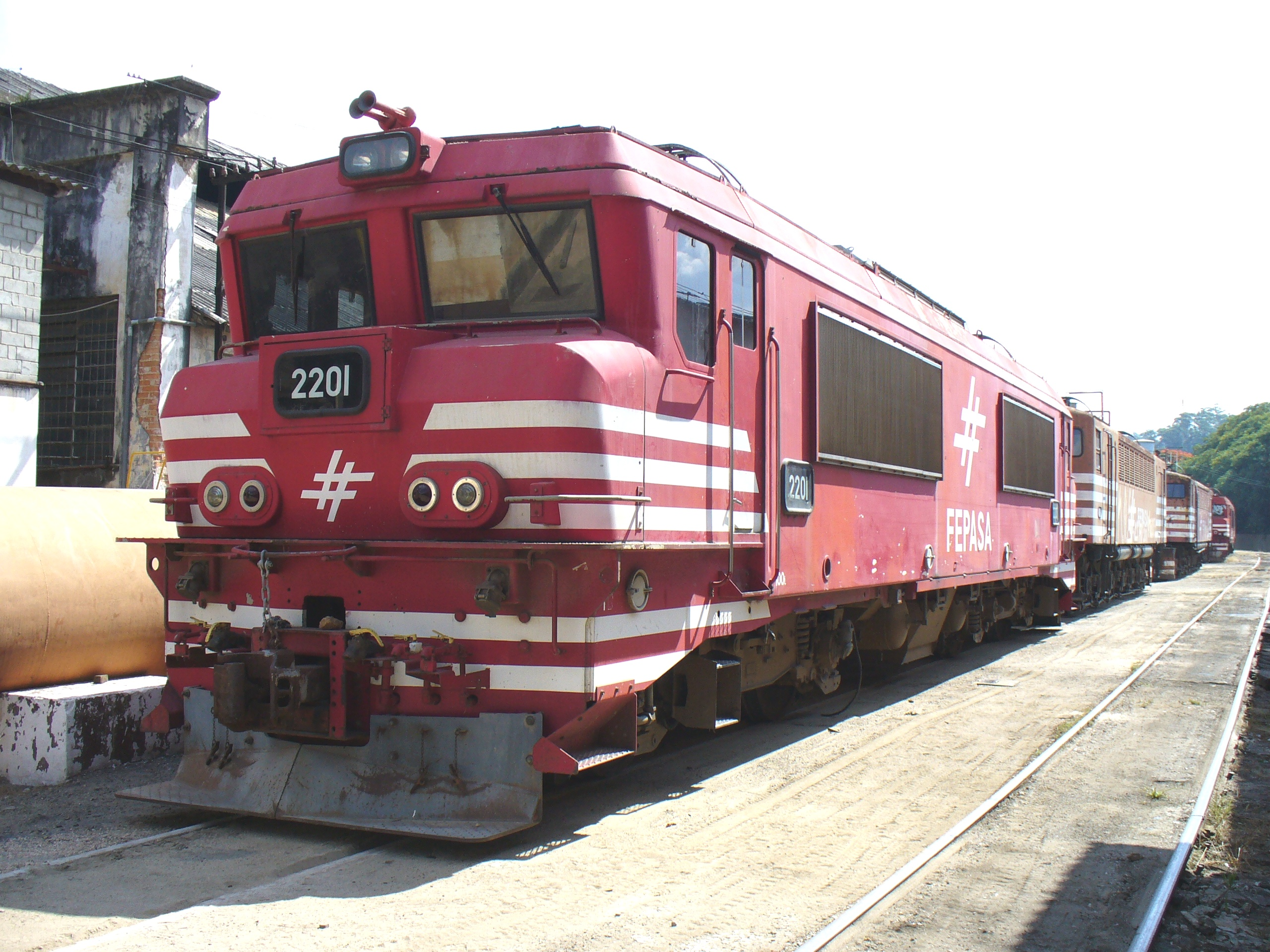
サンパウロ州鉄道公社2200形 （2009年撮影）

### ディーゼル機関車
- モロッコ国鉄DF100形（フランス語版） - フランス国鉄のCC72000形の同型車両[6]。
- ポルトガル鉄道1900形（ポルトガル語版）
- ポルトガル鉄道1930形（ポルトガル語版）[17]

- モロッコ国鉄DF100形
（2011年撮影）
- ポルトガル鉄道1900形
（2015年撮影）
- ポルトガル鉄道1930形
（2016年撮影）